# Максим Вучинић
Максим Вучинић (Никшић, 11. јул 1994) црногорски је инжењер и политичар који тренутно обавља функцију предсједника левичарске популистичке и социјално конзервативне Радничке партије, од децембра 2019.

## Биографија

### Детињство, младост и улазак у политику
Завршио је Електротехнички факултет Универзитета у Црној Гори.
Средином 2010. године одлучио је да уђе у политику, придруживши се Новој српској демократији (НСД) и опозиционом савезу Демократском фронту (ДФ), као члан градског одбора у родном Никшићу.
Тада је његов отац Јанко Вучинић био независни посланик у оквиру посланичког клуба ДФ-а. Јанко Вучинић је 2015. године основао социјалистичку и левичарско-популистичку Радничку партију (РП), настављајући своју активност у коалицији са ДФ-ом. У марту 2019. године Радничка странка напустила је коалицију са Демократским фронтом.

### Предсједник Радничке партије
У децембру 2019. наслиједио је оца, на месту предсједника Радничке партије након његове изненадне смрти у октобру. Након што је преузео вођство у РП, странка је све више користила значајнији културни и социјално конзервативни дискурс, подржавајући литије у Црној Гори 2019. и права Српске православне цркве у Црној Гори, услијед црногорске политичке кризе 2020. и отвореног сукоба између Српске православне цркве у Црној Гори и Владе Црне Горе коју води ДПС, након усвајања спорног закона о статусу вјерских заједница у земљи. Вучинић тврди да ако су радници у приватном сектору изложени експлоатацији и експлоатацији до максимума психофизичких могућности, нимало мање изложени притиску су и радници у јавном сектору, од стране „партијских војника”. Такође је критиковао црногорску владу због легализације истополних заједница, рекавши да је ова одлука наставак "пута пакла". Његова странка учествовала је на црногорским парламентарним изборима 2020. године као дио коалиције За будућност Црне Горе, а Максим Вучинић је заузео двадесет седмо место на заједничкој изборној листи и након побједе опозиције на изборима изабран је за посланика.